# Bembidion politum
Bembidion politum är en skalbaggsart som beskrevs av Victor Ivanovitsch Motschulsky. Bembidion politum ingår i släktet Bembidion och familjen jordlöpare. Inga underarter finns listade i Catalogue of Life.